# 로스앤젤레스 레이커스
로스앤젤레스 레이커스(영어: Los Angeles Lakers)는 미국 캘리포니아주 로스앤젤레스를 연고로 하는 NBA 서부 콘퍼런스 퍼시픽 디비전 소속 프로농구 팀으로, NBA 우승 17회를 기록한 명문팀이다. 원래 미네소타주가 "10,000개 호수의 땅"으로 알려진 이유로 미니애폴리스 레이커스란 이름이 붙었다가 후에 로스앤젤레스로 이전한 것이다.

## 시즌 개요
로스앤젤레스 레이커스는 2007-08 시즌 코비 브라이언트와 파우 가솔 콤비의 맹활약으로 57승 25패로 서부 콘퍼런스 정규리그 우승을 차지했다. 레이커스는 유달리 샌안토니오 스퍼스에게 매우 강한 면모를 보였으며, 2001, 2002, 2004년에 각각 4승, 4승 1패, 4승 2패의 전적으로 물리쳤다. 동부의 보스턴 셀틱스와는 예전부터 강한 라이벌 관계를 형성하고 있다.
2008년 플레이오프 서부콘퍼런스 파이널에서 샌안토니오 스퍼스를 시리즈전적 4승 1패로 이긴 뒤, 동부 콘퍼런스 우승 팀 보스턴 셀틱스와 맞붙었고, 최종전적 2승 4패로 준우승에 머물렀다. (다시 말해 라이벌에게 패했다는 뜻)
2009년 플레이오프 서부콘퍼런스 파이널에서는 덴버 너기츠에 4승 2패로 이긴 뒤, 동부 콘퍼런스 우승 팀 올랜도 매직에 4승 1패로 승리, 7년 만에 우승을 차지했다.
2010년 플레이오프 서부 컨퍼런스 파이널에서 피닉스 선스를 4승 2패로 이긴 후, 동부 컨퍼런스 우승 팀 보스턴 셀틱스와 재회하여 7차전까지 가는 혈투 끝에 4승 3패로 백투백 우승(2년 연속 우승)을 차지하였다.
2011년 플레이오프에선 서부 컨퍼런스 세미파이널에서 댈러스 매버릭스에게 4연패로 스윕 당하며 탈락했다.
2012년 최고의 선수들을 영입하여 화제가 되고 있다. 이번에 영입된 선수는 피닉스 선스에서 시즌 MVP를 두 번이나 받았으며 나이가 현재 38세임에도 불구하고 지난 시즌에 어시스트 1위를 기록하며 건재함을 보인 포인트 가드 스티브 내시와 2008년부터 2010년까지 수비왕을 수상했던 현재 NBA의 최고의 센터 드와이트 하워드이며 기존 LA의 탑클레스 선수인 코비 브라이언트와 파우 가솔, 메타 월드피스와 스타팅 멤버를 구성하여 지난 시즌 우승 팀인 마이애미를 위협할 것이라는 평가를 받았다.
그 후 선수들은 모두 흩어지게되고 코비혼자 활약하다가 MAMBA Out 아라는 대사를 남기고 2016년 4월 은퇴한다. 2016년 영구결번 코비 브라이언트의 은퇴로 리빌딩과정을 거치게되는데 브랜든 잉그램, 론조볼을 지명하고 줄리어스 랜들 ,래리 낸스 주니어들의 기량발전으로 리빌딩을 진행 중이다.
2016 드래프트 2순위로 지명된 잉그램은 코비의 후계자로서 라커룸도 물려받았지만 아직 큰 활약은 보여주지 못하고 있다. 2017 드래프트 전체 2순위로 지명된 레이커스의 미래 론조 볼은 아버지 라바볼의 말로 유명해지게 되었는데 제2의 스티브 내시라는 별명을 가지고 NBA 써머리그 MVP를 받게된다. 그리고 2018년 르브론 제임스를 데리고 왔고 2019년 6월에는 앤써니 데이비스까지 데리고 오며 2019~2020시즌 1위를 기록했고 올해 NBA파이널에 올라가며 4승 2패로 우승을 차지했다.

## 역대 경기장

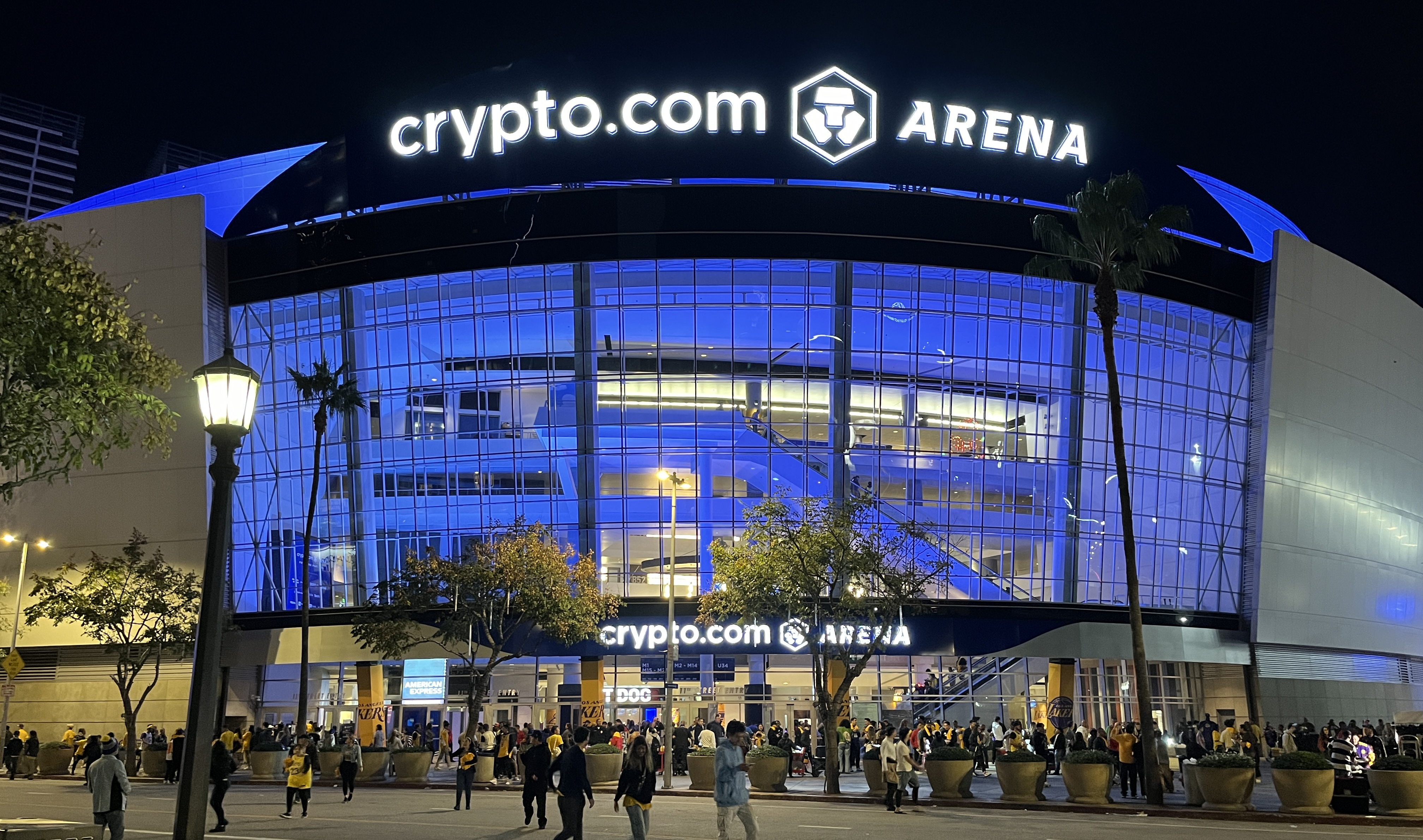
로스앤젤레스 레이커스의 홈경기장인 경기장 크립토닷컴 아레나

| 경기장                              | 사용기간      | 수용인원 | 장소                      | 비고                                                                               |
| ----------------------------------- | ------------- | -------- | ------------------------- | ---------------------------------------------------------------------------------- |
| 디트로이트 젬스                     |               |          |                           |                                                                                    |
| 펀데일 하이스쿨 김나지움            | 1946년~1947년 | 6,000명  | 미시간주 디트로이트       | 빈칸                                                                               |
| 미니애폴리스 레이커스               |               |          |                           |                                                                                    |
| 미니애폴리스 오디토리움             | 1947년~1959년 | 10,000명 | 미네소타주 미니애폴리스   | 빈칸                                                                               |
| 세인트폴 오디토리움                 | 1947년~1960년 | 5,000명  | 미네소타주 세인트폴       | 제2홈경기장                                                                        |
| 미니애폴리스 아머리                 | 1959년~1960년 | 10,000명 | 미네소타주 미니애폴리스   | 제2홈경기장                                                                        |
| 로스앤젤레스 레이커스               |               |          |                           |                                                                                    |
| 로스앤젤레스 메모리얼 스포츠 아레나 | 1960년~1967년 | 16,161명 | 캘리포니아주 로스앤젤레스 | 빈칸                                                                               |
| 롱비치 아레나                       | 1967년        | 13,609명 | 캘리포니아주 롱비치       | 제2홈경기장                                                                        |
| 더 포럼                             | 1967년~1999년 | 17,505명 | 캘리포니아주 잉글우드     | 빈칸                                                                               |
| 토머스 & 맥 센터                    | 1992년        | 18,500명 | 네바다주 패러다이스       | 1992년 로스앤젤레스 폭동으로 인해 플레이오프 1라운드 4차전 임시 홈경기장로 사용함. |
| 크립토닷컴 아레나                   | 1999년~현재   | 19,079명 | 캘리포니아주 로스앤젤레스 | 스테이플스 센터 (1999년~2021년)                                                    |

## 영구 결번
| 번호                  | 이름            | 포지션 | 활동 기간                   | 비고                                                       |
| --------------------- | --------------- | ------ | --------------------------- | ---------------------------------------------------------- |
| 로스앤젤레스 레이커스 |                 |        |                             |                                                            |
| 6                     | 빌 러셀         | 센터   | 빈칸                        | NBA 최초로 전 구단 영구결번됨.                             |
| 8                     | 코비 브라이언트 | 가드   | 1996년~2016년               | 24번과 공동결번                                            |
| 13                    | 윌트 체임벌린   | 센터   | 1968년~1973년               | 빈칸                                                       |
| 16                    | 파우 가솔       | 센터   | 2008년~2014년               | 레이커스 역사상 최초로 유럽출신(스페인) 선수가 영구결번임. |
| 21                    | 마이클 쿠퍼     | 가드   | 1978년~1990년               | 1994년~1996년 코치                                         |
| 22                    | 엘진 베일러     | 포워드 | 1958년~1971년               | 빈칸                                                       |
| 24                    | 코비 브라이언트 | 가드   | 1996년~2016년               | 8번과 공동결번                                             |
| 25                    | 게일 굿리치     | 가드   | 1965년~1968년 1970년~1976년 | 빈칸                                                       |
| 32                    | 매직 존슨       | 가드   | 1979년~1991년 1995년~1996년 | 1994년 감독                                                |
| 33                    | 카림 압둘-자바  | 센터   | 1975년~1989년               | 2005년~2011년 코치                                         |
| 34                    | 샤킬 오닐       | 센터   | 1996년~2004년               | 빈칸                                                       |
| 42                    | 제임스 워디     | 포워드 | 1982년~1994년               | 빈칸                                                       |
| 44                    | 제리 웨스트     | 가드   | 1960년~1974년               | 1976년~1979년 감독 1981년~2002년 단장                      |
| 52                    | 자말 윌키스     | 포워드 | 1977년~1985년               | 빈칸                                                       |
| 99                    | 조지 마이칸     | 센터   | 1948년~1954년 1956년        | 1958년 감독                                                |
| 빈칸                  | 칙 헌           | 빈칸   | 1961년~2002년               | 장내 아나운서                                              |

## 미니애폴리스 레이커스 아너드 넘버
| 미니애폴리스 레이커스 |                   |             |                             |             |
| 번호                  | 이름              | 포지션      | 활동 기간                   | 비고        |
| 17                    | 짐 폴라드         | 포워드      | 1948년~1955년               | 1960년 감독 |
| 19                    | 번 미켈슨         | 포워드      | 1949년~1959년               | 빈칸        |
| 22                    | 슬레이터 마틴     | 가드        | 1949년~1956년               | 빈칸        |
| 34                    | 클라이드 로벨레트 | 포워드/센터 | 1953년~1957년               | 빈칸        |
| 빈칸                  | 존 쿤들라         | 빈칸        | 1948년~1958년 1958년~1959년 | 초대 감독   |

## 라이벌
- 보스턴 셀틱스
- 디트로이트 피스턴스
- 로스앤젤레스 클리퍼스
- 피닉스 선스
- 샌안토니오 스퍼스
- 댈러스 매버릭스
- 시애틀 슈퍼소닉스

## 같이 보기
- 로스앤젤레스 클리퍼스
- 로스앤젤레스 스파크스
- 로스앤젤레스 다저스